# Piper granuligerum
Piper granuligerum är en pepparväxtart som beskrevs av William Trelease. Piper granuligerum ingår i släktet Piper och familjen pepparväxter. Inga underarter finns listade i Catalogue of Life.